# Ухровец
Ухровец (слч. Uhrovec) насељено је место са административним статусом сеоске општине (слч. obec) у округу Бановце на Бебрави, у Тренчинском крају, Словачка Република.

## Географија
У насељу се налази културни дом из 1984. године, више зграда и робна кућа из 70-их година двадесетог века, као и Евангелистичка црква из 1940. године и ренесансни дворац из 1613. године.
Од 1968. године насељу је припојено до тада самостално насеље Латковце.

## Историја
Ухровец лежи у јужном делу Стражовских планина на надморској висини 258 метара и са трију страна је опклопљена пошумљеним горама. Иако је овај терен непогодан за животне услове био је настањен већ у давној праисторији. Најстарији документи који помињу насеље потичу из 1258. године што се не може сматрати као датум нестанка већ само као најстарији помен овог насеља.
Од друге половине 16. века били су власници целог угарског поседа припадници породице Заи која је живела све до Другог светског рата.
Становништво је било пре свега пољопривредно и гајило се вино у виноградима и воће у неколико поседа који су га прерађивали помоћу сушења. Осим тога ту је било и неколико рибњака.
Постепено се почео повећавати број занатлија и развијала се индустрија. Настајала је текстилна индустрија, а после и производња стакла. Производи су били познати у целом свету.
У другој половини 19. века била је основана фабрика за производњу производа од дрва која се касније оријентисала за израду штапова за шетњу. 1875. године је настала резбарска школа која је била на нивоу академије.
Ухровец је познат и по својој противфашистичкој борби у Другом светском рату када је ту деловала партизанска бригада Јана Жишке под вођством пуковника Теодора Пола коју је подржавало становништво целе долине.
После Другог светског рата настаје нови прогрес у Ухровцу и развој индустрије, у првом реду дрвопрерађивачке, захтевао је нову стамбену изградњу као и изградњу нових улица, инфраструктуре, школских објеката, спорта, комуникације и гасификације.

## Становништво
| Година:    | 1994. | 2004.   | 2014.   | 2024.   |
| ---------- | ----- | ------- | ------- | ------- |
| Број људи: | 1591  | 1478    | 1510    | 1522    |
| Разлика:   |       | -7,10 % | +2,16 % | +0,79 % |

| Година:    | 2023. | 2024.   |
| ---------- | ----- | ------- |
| Број људи: | 1533  | 1522    |
| Разлика:   |       | -0,71 % |

Према подацима о броју становника из 2011. године насеље је имало 1.521 становника.

## Знаменитости
- Дворац Ухровец, 1613. преграђен у стилу ренесансе,
- Евангелистичка црква из 1940. године и
- Утврђење Ухровец, изграђено у 13. веку на источним горама насеља

## Значајне личности
- Људовит Штур
- Александер Дупчек

Обоје су рођени у истој згради - месне школе.
- Ладислав Санто (Ladislav Szántó) - словачки филозоф
- Игор Киш